# Madhuwani
Madhuwani (nep. मधुवनी) – gaun wikas samiti w zachodniej części Nepalu w strefie Lumbini w dystrykcie Rupandehi. Według nepalskiego spisu powszechnego z 2001 roku liczył on 824 gospodarstw domowych i 5516 mieszkańców (2670 kobiet i 2846 mężczyzn).